# Laer
Laer es un municipio situado en el distrito de Steinfurt, en el estado federado de Renania del Norte-Westfalia (Alemania), con una población a finales de 2016 de unos 6745 habitantes.
Se encuentra ubicado al norte del estado, en la región de Münster, cerca de la orilla del río Ems y la frontera con el estado de Baja Sajonia.

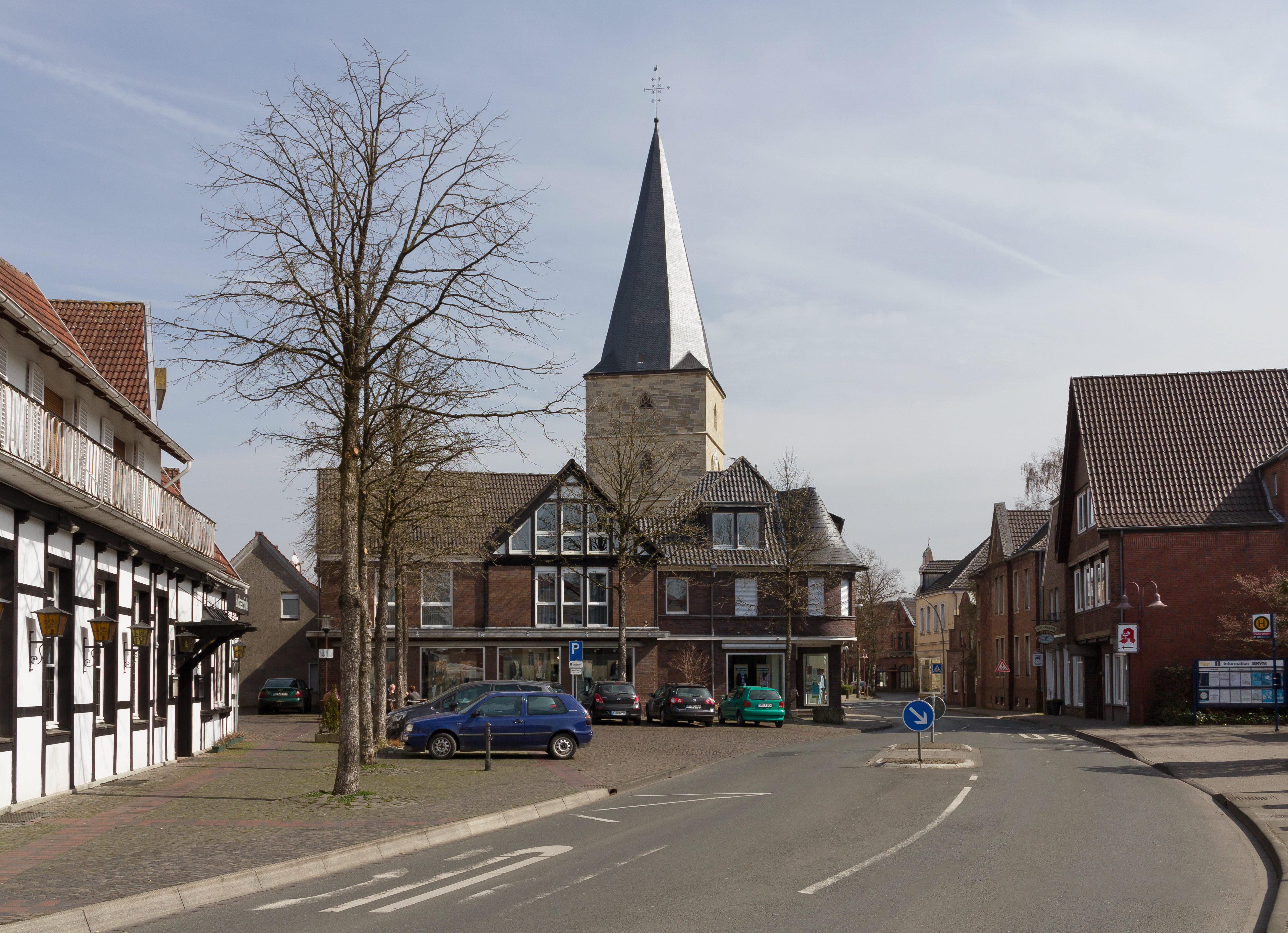
Laer, la iglesia catolica (Pfarrkirche Sankt Bartholomäus) en la calle
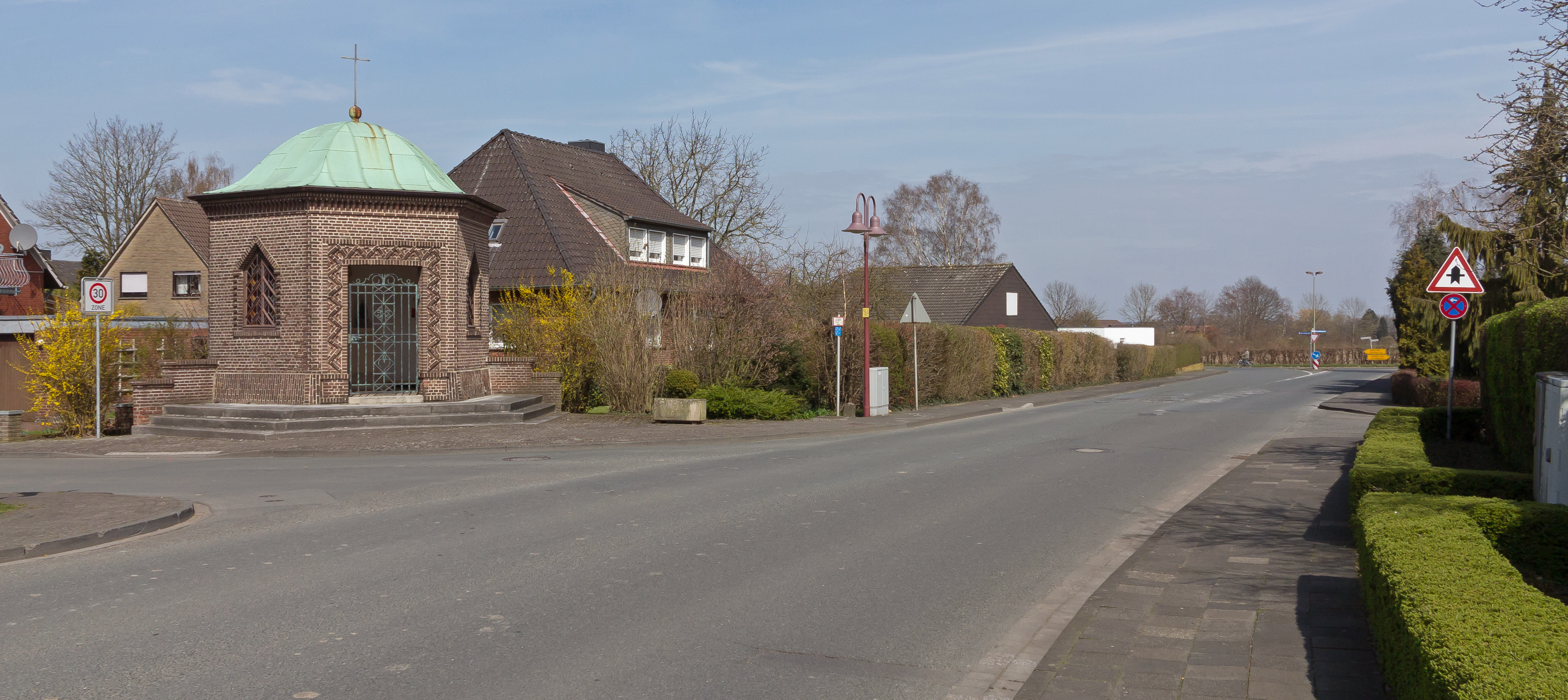
Laer, la capilla en la calle Pohlstrasse
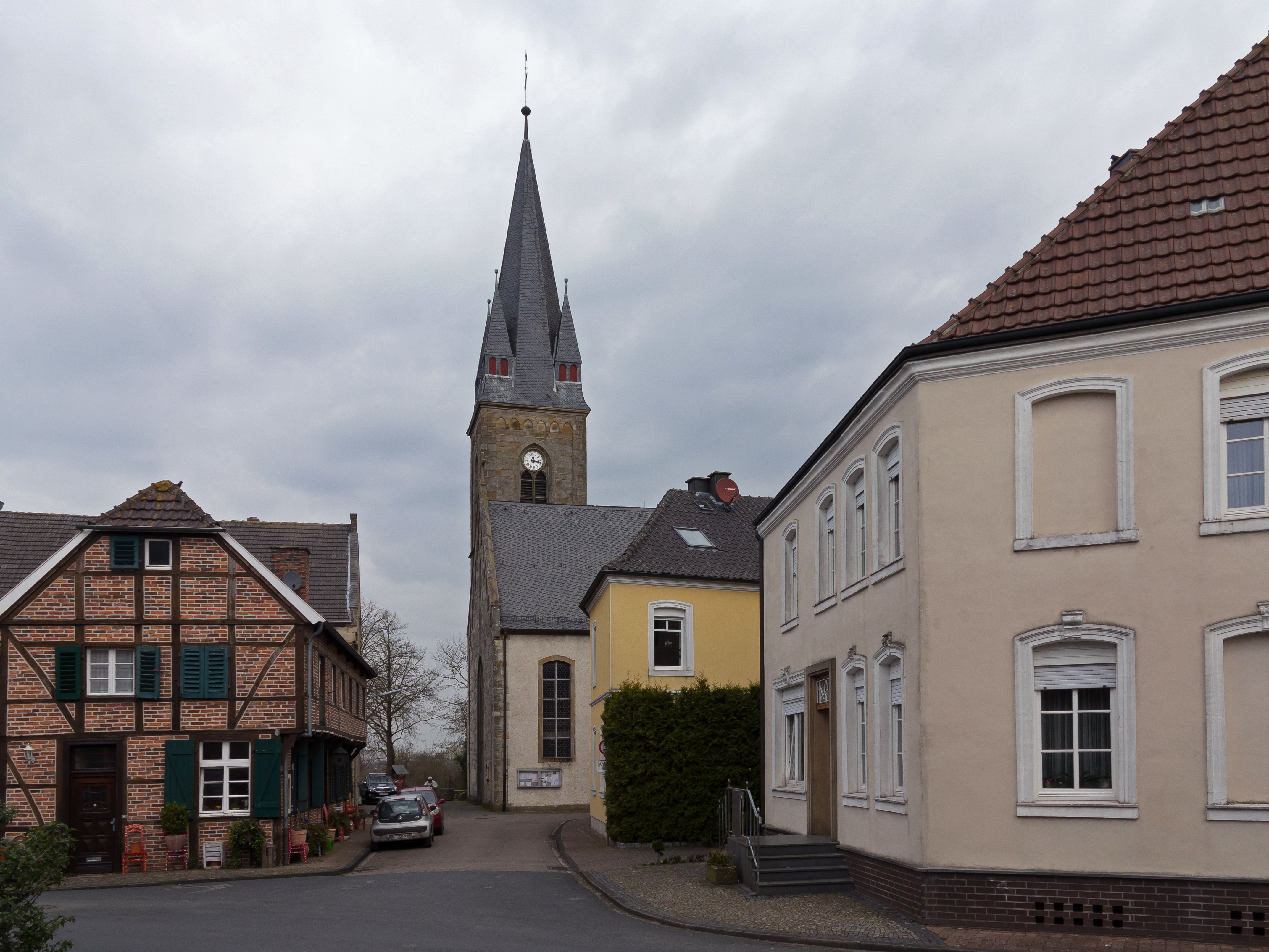
Holthausen, la iglesia catolica (Pfarrkirche Sankt Marien) en la calle
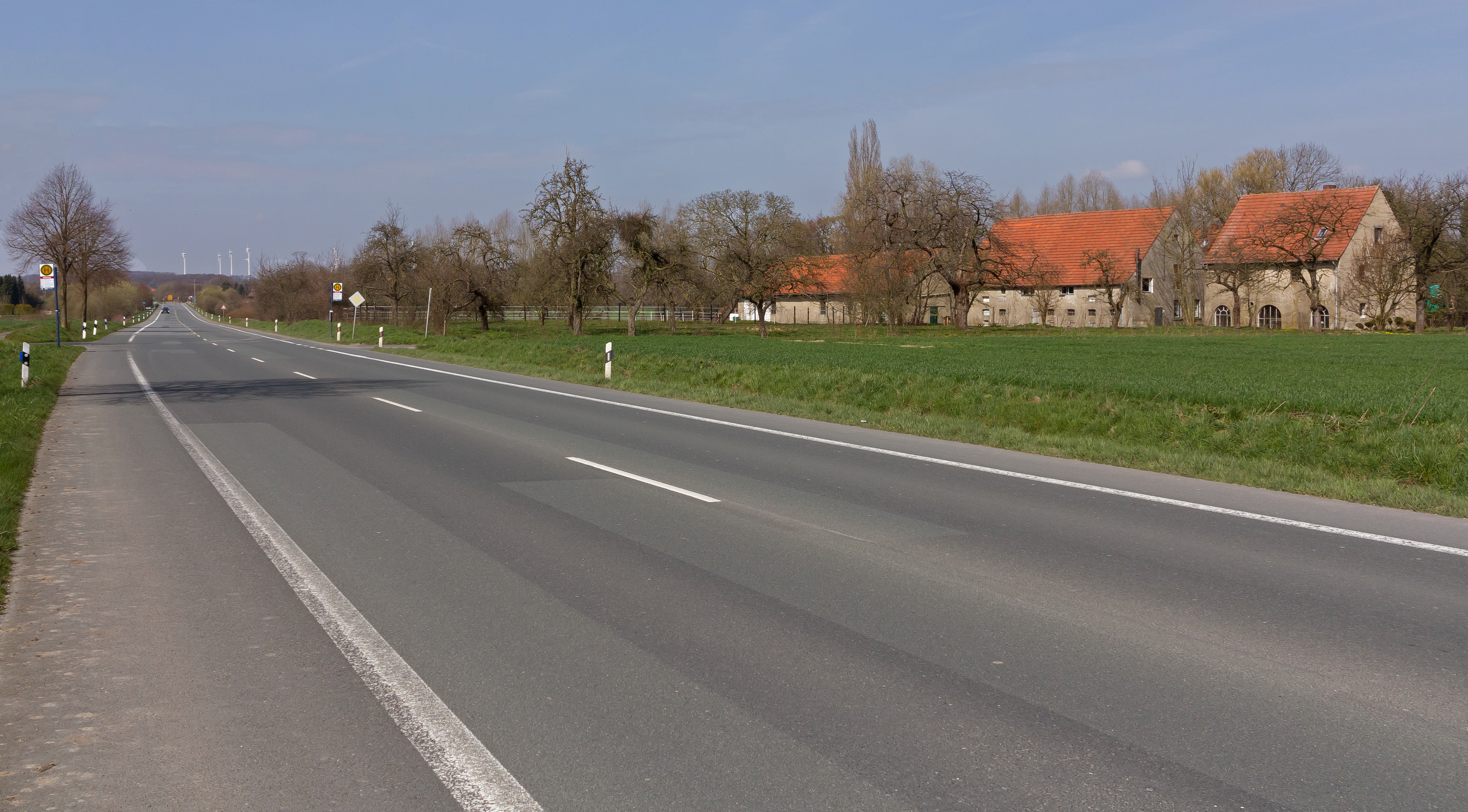
Altenburg, vista de la calle a lo largo de la carretera principal